# Show control
 (juin 2021).
Si vous disposez d'ouvrages ou d'articles de référence ou si vous connaissez des sites web de qualité traitant du thème abordé ici, merci de compléter l'article en donnant les références utiles à sa vérifiabilité et en les liant à la section « Notes et références ».

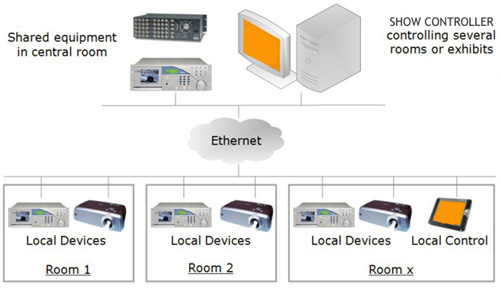
Diagramme d'une installation de show control

Le show control est le terme utilisé pour désigner la technique qui consiste à commander et superviser tous les systèmes audiovisuels de lieux tels que les salles de spectacles, les musées, les parcs d'attraction, les théâtres, les salles de conférences, les show-rooms...
Le système de show control est donc un système centralisateur qui permet de synchroniser les diverses technologies utilisées dans ces lieux :  la lumière, le son, la vidéo, la machinerie, la pyrotechnie et les effets spéciaux.
Le terme de show control est apparu en 1990 lors de la création du protocole MIDI Show Control (MSC) : protocole de communication standard qui utilise le MIDI pour communiquer entre les différents appareils.
Les appareils ont évolué depuis cette époque, et les logiciels de show control utilisent maintenant de nombreux protocoles autres que le MIDI pour gérer la communication entre les appareils.

## Logiciels
Les systèmes de show control sont des logiciels qui proposent l'édition et la création de programmes, ou de projets.
Ces programmes permettent de commander les entrées-sorties de l'appareil sur lequel le logiciel s'exécute.
Il existe deux types de show contrôleur : les logiciels show-contrôleur qui peuvent être installés sur un ordinateur, et les show-contrôleurs embarqués qui tournent sur des appareils fournis par le fabricant.
La plupart des systèmes se programment par l'intermédiaire de timelines pour synchroniser des cues.
Les cues sont des points de commande insérés à des instants précis tout au long de la timeline.
La timeline peut être asservie sur un timecode interne ou externe.
Certains systèmes proposent aussi des éditeurs pour créer des interfaces utilisateurs.
Les contrôles créés dans ces interfaces utilisateurs commandent par exemple l'exécution des timelines, l'envoi des commandes aux appareils ou l'affichage de leurs statuts en temps réel.
Ces logiciels sont souvent modulaires et utilisent des plugins pour la connexion aux différents appareils.

## Protocoles
Les protocoles les plus courants utilisés par ces logiciels sont :
- les protocoles série standard RS-232, RS-422, RS-485
- le protocole MIDI
- le protocole DMX 512
- les  systèmes client-serveur, en TCP/IP ou en UDP
- des protocoles IP spécifiques tels que l'Art-Net (lumière), le Cobranet
- des protocoles n'utilisant pas d'adresse IP mais les adresses MAC: l'Ethersound (son)

## Organismes
- Audio Engineering Society : Association internationale regroupant des professionnels du son et de l'audio.
- Entertainment Services and Technology Association (ESTA) : Association américaine pour les services et l'industrie du loisir[1].
- Professional Lighting and Sound Association (PLASA) : Association européenne consœur de l'ESTA ci-dessus[2].
- IAAPA : Association internationale des parcs de loisir et des attractions.
- Infocomm : Salon annuel consacré au show control[3].
- International Laser Display Association (ILDA) : Association vouée au laser de spectacles[4]
- MIDI Manufacturer Association MMA Association vouée au standard MIDI[5].
- Society of Motion Picture and Television Engineers (SMPTE) : Association créatrice et responsable des protocoles de timecode[6].
- US Institute for Theatre Technology (USITT) : Association qui crée et maintient le protocole DMX512[7].

## Formations
Des formations sont disponibles pour intégrer le milieu professionnel du show control.
Les établissements scolaires spécialisés dans l'audiovisuel (lumière, son, vidéo...) sont très nombreux.
Pour être un bon spécialiste du show control, il est conseillé d'avoir des notions de logique, même si la plupart des logiciels tournent autour d'un langage simple qui ne nécessite pas de connaissances informatiques spécifiques.
Pour un bon apprentissage de ces logiciels, il est conseillé de suivre les formations proposées par les fournisseurs de ces logiciels.